# Oskar Pröscholdt
Oskar Pröscholdt (* 24. März 1878 in Wernshausen; † 20. August 1971 in Marburg) war ein deutscher Veterinär und Autor.

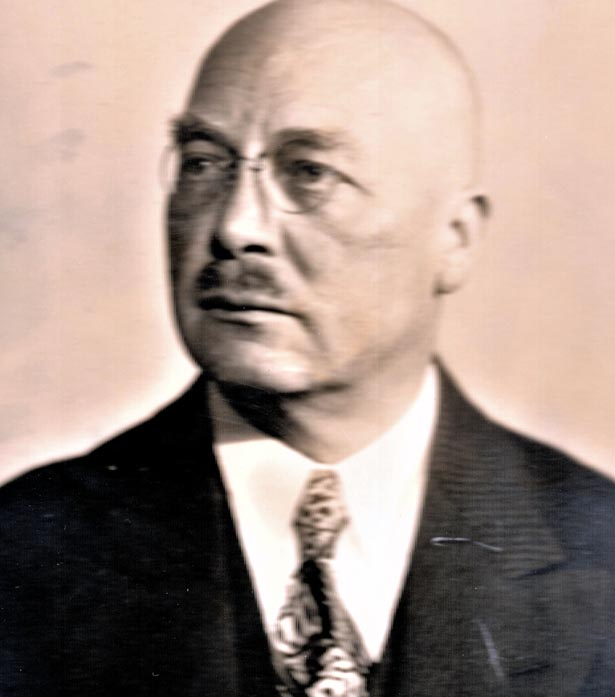
Oskar Pröscholdt (um 1921)

## Leben
Oskar Pröscholdt studierte von 1897 bis 1900 an den Hochschulen zu Berlin, Stuttgart und Hannover und legte hier 1901 sein Staatsexamen ab. Seine Dissertation an der Universität Bern ist auf das Jahr 1907 datiert.
Ab 1908 arbeitete er als Assistent und ab dem Jahr 1912 wirkte er als Direktor des Tiergesundheitsamtes der Landwirtschaftskammer der Provinz Pommern in Stettin. Im Jahr 1939 trat er selbst von seinem Posten zurück und zog damit Konsequenzen aus Zurücksetzungen, die ihm der Hitlerstaat zumutete. Nachdem sein Nachfolger zum Kriegsdienst eingezogen wurde, kehrte er wieder an das Institut zurück, welches er bis zur Zerstörung im März 1945 leitete.
Pröscholdt war ein Hygieniker im besten Sinne. Seine Forschungen waren bevorzugt solchen wissenschaftlichen Problemen zugewandt, die ein dringliches praktisches Interesse hatten und der allgemeinen Tierzucht und Tierhaltung galten. Er hat bahnbrechend auf dem Gebiet der infektiösen Fortpflanzungskrankeiten und Zuchtseuchen gewirkt und hierüber wertvolle Arbeiten veröffentlicht. Er hat als erster bereits 1912 in Pommern die planmäßige Sterilitätsbekämpfung eingeführt. Seine grundlegenden Untersuchungen über die Jungtierkrankheiten haben ihm bald die Überzeugung verschafft, dass bei diesen Erkrankungen den bakteriellen Erregern nur eine nachgeordnete Rolle zukommt und dass die Fütterung und Haltung und die Art der Aufzucht hier entscheidend mitsprechen.
Ein besonderes Arbeitsgebiet Pröscholdts war die Enteritisinfektion der Rinder, wo er die Bedeutung der Dauerausscheider klären und in zahlreichen Beständen zum Erlöschen bringen konnte. Die wenig befriedigenden Ergebnisse der Tuberkulosebekämpfung nach dem Ostertagschen Verfahren waren ihm Anlass der Frage der Ermittlung offentuberkulöser Rinder seine Aufmerksamkeit zu schenken.
Schon 1925 hat er dann damit begonnen die Tuberkulinprobe in die Tuberkulosetilgung im Bereich seiner Provinz einzuführen. 1934 hat er in Pommern eine planmäßige freiwillige Tilgung der Tuberkulose in zahlreichen Herden durchgeführt. Die dabei gemachten Erfahrungen und die erzielten Erfolge gaben später wertvolle Unterlagen zum Erlass der Vorschriften über die Tilgung der Rindertuberkulose, die von Friedrich Müssemeier auf breitester Grundlage in die Praxis umgesetzt wurde.
Die Ergebnisse seiner Forschungen wurden am 2. November 1939 mit der Aufnahme in die Akademie der Deutschen Wissenschaftler Leopoldina gewürdigt.

## Schriften (Auswahl)
- Papilläres Akanthom auf der Innenfläche des Pferdeohres (Dissertation), Berlin 1908.
- Die Bekämpfung der Geflügeltuberkulose unter Zuhilfenahme der Intrakutanimpfung zur Feststellung der tuberkulösen Tiere, in: Berliner Tierärztliche Wochenzeitschrift. 1921. Seite 566 f.
- Grossversuch über die Streptokokken-Mastitis, in: Landwirtschaftliche Jahrbücher, Berlin 1933, Seite 26 f.